# Joachim Descazeaux du Hallay
Joachim Descazeaux, seigneur du Hallay et du Garaunoyer, né le 14 septembre 1667 à Nantes et mort le 22 novembre 1732 à La Haie-Fouassière, est un armateur nantais, négociant et brièvement corsaire, de la fin du XVIIe siècle et du début du XVIIIe.

## Biographie
Joachim Descazeaux du Hallay est le fils de Pierre Descasaux, sieur de La Foliette, Basque de Bayonne venu s'installer à Nantes, échevin et juge-consul des marchands, et de Marie François de Lisle.
À l'époque de la Guerre de la Ligue d'Augsbourg, il est le principal négociant nantais.
Il est ensuite entrepreneur des Mers du Sud. Dès 1691, il organise outre-atlantique des expéditions à Placentia avec le secrétaire d'état à la Marine Louis Phélypeaux de Pontchartrain. En 1702, dans un mémoire, il souligne que les compétences maritimes acquises lors de la guerre ouvrent des horizons commerciaux beaucoup plus vastes, sur le modèle de ce qu'ont réussi les Hollandais et les Anglais.
En 1703, un de ses navires revient d'une expédition de corsaires malouins dans les Mers du Sud avec un butin de piastres d'argent évalué à près de 3 millions de livres. 
Sa première épouse, Françoise, est la fille de Paul Sarsfield, lui aussi armateur, de la communauté des Irlandais de Nantes.
Joachim Descazeaux se remarie ensuite avec Marie-Henriette de Briquemault, descendante de François de Beauvais de Briquemault et nièce de l'abbé Charles d'Orléans de Rothelin ; en 1734, celle-ci fait donation de l'enclos présidial afin de créer à Angers un hospice des Incurables.
Il était propriétaire des châteaux de Saint-Fulgent et du Hallay (La Haie-Fouassière), ainsi que de la maison des Tourelles, et autres lieux.

## Sources et bibliographie
- (en) James S. Pritchard, In search of empire : the French in the Americas, 1670-1730, Cambridge University Press, 2004 (lire en ligne)